# 72 Orionis
72 Orionis är en blåvit stjärna i huvudserien i stjärnbilden Orion.
72 Orionis har visuell magnitud +5,37 och är synlig för blotta ögat vid någorlunda god seeing. Den befinner sig på ett avstånd av ungefär 525 ljusår.